# Movimento pela cultura livre
O movimento pela cultura livre é um movimento social que busca a defesa da igualdade de direitos para todas as pessoas em relação ao conhecimento e às obras intelectuais, como filmes, música, literatura, pintura etc., promovendo a liberdade para distribuir e modificar obras na forma de conteúdo livre por meio da Internet ou outras formas de mídia. O movimento contesta as leis de direitos autorais extremamente restritivas. Muitos membros argumentam que esse tipo de lei impede a criatividade, e chamam esse sistema de "cultura da permissão"
A organização Creative Commons, fundada por Lawrence Lessig, fornece licenças Creative Commons, que permite o compartilhamento de obras sob condições variadas.
O movimento pela cultura livre, com sua característica de intercâmbio livre de ideias, é alinhado ao Movimento software livre. Richard Stallman, fundador do Projeto GNU e ativista do movimento software livre, defende o livre compartilhamento de informações. Ele afirmou que software livre significa livre como em "discurso livre," não "cerveja livre". Hoje, o termo é utilizado por muitos outros movimentos, como o Acesso aberto, o Cultura hacker, o Movimento pelo acesso ao conhecimento, o Open-source learning e o movimento Copyleft.
O termo "cultura livre" foi originalmente usado desde 2003 durante a Cúpula Mundial sobre a Sociedade da Informação para apresentar a primeira licença livre para criações artísticas em larga escala, inicializada pelo time dda Copyleft na França desde 2001. (chamada Licença Arte Livre).

## Origem
A popularização da cultura livre começou a partir de uma tecnologia com uma forte repercussão social: a informática e a Internet. Assim, as primeiras concepções da cultura livre ocorreram entre os especialistas da computação, como resultado da filosofia do software livre.
O aparecimento e popularização das licenças de software livre, que estabelece quatro liberdades essenciais para o software, bem como do copyleft, que faz uso das leis de propriedade intelectual para que as obras derivadas de um software que cumpra com as quatro liberdades as cumpra também, inspirou a exportação dessa filosofia a outros domínios. Foi assim que surgiram as primeiras licenças livres não orientadas especificamente para o software, como foi o caso da Open Communication License para publicações, ou a licença de documentação livre GNU para documentação de software.
Indo de contra a essa filosofia, o congresso dos Estados Unidos da América passou o projeto de lei Sonny Bono Copyright Term Extension Act, o qual o presidente Clinton assinou como lei, em 1998. A legislação estendeu a proteção de diretos autorais para vinte anos adicionais, tornando o tempo total de direitos autorais garantidos para setenta anos após a morte do autor da obra. O projeto de lei teve um lobby muito forte das corporações de música e filme, como a Walt Disney Company, e por isso foi apelidada de Ato de Proteção do Mickey Mouse.
Lawrence Lessig afirma que as os direitos autorais são um obstáculo à produção cultural, ao compartilhamento de conhecimento e à inovação tecnológica, e que os interesses privados, ao contrário dos bem comum, determinam as leis. Ele viajou pelos Estados Unidos em 1998, dando pelo menos cem discursos por ano em campi de universidades, e acendeu o movimento. Como consequência disso, o primeiro capítulo do Students for Free Culture foi fundado no Swarthmore College.
Em 1999, Lessig desafiou o Bonno Act na Suprema Corte dos Estados Unidos. Em 2001, Lessig iniciou o Creative Commons, um sistema de licenciamento alternativo do tipo "alguns direitos reservados", em oposição ao padrão "todos os direitos reservados". Apesar de acreditar firmemente na vitória, citando a linguagem clara da Constituição dos Estados Unidos sobre termos de direitos autorais "limitados", Lessig ganhou apenas dois votos dissidentes: dos juízes Stephen Breyer e John Paul Stevens.

## Definição de liberdade
Dentro do movimento pela cultura livre, a Creative Commons foi criticada por não possuir um padrão de liberdade. Por isso, uma parcela dos participantes do movimento consideram que apenas algumas licenças da Creative Commons são de fato livres, baseado na Obras Culturais Livres. Em Fevereiro de 2008, a Creative Commons adicionou um distintivo "aprovado por obras culturais livres" para suas licenças que possuem as características Atribuição e CompartilhaIgual. As licenças com restrições ao uso comercial ou uso derivativo de obras não possuem nenhuma indicação especial.

## As liberdades essenciais
Para ser considerada livre, uma obra deve garantir as quatro liberdades essenciais. Essas quatro liberdades são as mesmas liberdades do software livre, mas adaptadas ao caso das obras culturais:
- Liberdade para utilizar e interpretar a obra: deve ser permitido qualquer uso da obra, privado ou público. Caso seja relevante, essa liberdade deverá incluir todos os usos derivados como o de realizar ou interpretar a obra. Nenhuma exceção deve existir, como, por exemplo, as relativas às considerações políticas ou religiosas.
- Liberdade para estudar a obra e aplicar a informação adquirida: deve ser permitido examinar a obra e usar o conhecimento adquirido para qualquer fim e de qualquer maneira.
- Liberdade para distribuir cópias: as cópias poderão ser distribuídas, gratuitamente ou não, como parte de uma obra maior, uma coleção ou de modo individual. A quantidade de informação que pode ser copiada não deve ser limitada. Além disso, não pode haver limite em relação a quem ou onde podem ser copiados a obra.
- Liberdade para distribuir obras derivadas: não se deve limitar a liberdade para distribuir uma versão modificada (ou, no caso de obras materiais, uma obra que assemelha-se a uma derivada da original) com o intuito de permitir que qualquer um tenha a chance de melhorar uma obra. Nesse cenário, não importam as intenções ou a finalidade dessas modificações. No entanto, certas restrições para proteger essas liberdades essenciais ou a atribuição da autoria podem ser aplicadas.

Para o movimento, a criatividade é o ato de usar um recurso existente de um modo não vislumbrado anteriormente. Portanto, essas liberdades deveriam estar disponíveis para qualquer pessoa, em qualquer lugar, e em qualquer momento, e elas não deveriam estar restritas ao contexto no qual a obra é utilizada.

## Organizações
A organização comumente associada à cultura livre é a Creative Commons (CC), fundada por Lawrence Lessig. A CC promove o compartilhamento de obras criativas e a difusão de ideias para produzir a vitalidade cultural, o progresso científico e a inovação empresarial.
QuestionCopyright.org é uma outra organização cuja missão estabelecida é "ressaltar o dano econômico, artístico e social causado pelos monopólios de distribuição, e demonstrar como uma distribuição baseada em liberdade é melhor para os artistas e para as audiências." A QuestionCopyright é possivelmente mais conhecida pela sua associação com a artista Nina Paley, cuja animação Sita Sings The Blues, ganhadora de múltiplos prêmios, ficou conhecida como um exemplo extremamente bem sucedido de distribuição livre sob a proteção do "Sita Distribution Project". O site da organização possui um número de recursos, publicações e outras referências relacionadas a várias questões de direitos autorais, patentes e marca registrada.
A organização estudantil Students for Free Culture é, às vezes, chamada de "Movimento pela cultura livre", mas esse não é o nome oficial dela. Ela é, na verdade, um subconjunto do movimento maior. O primeiro capítulo foi fundado em 1998 na Swarthmore Colleege, e, até 2008, a organização possuía vinte e seis capítulos.
O movimento pela cultura livre toma ideias do movimento pelo software de código aberto e as estende do campo de software para todas as obras culturais e criativas. No inicio da vida da Creative Commons, Richard Stallman (fundador da Free Software Foundation e do movimento pelo software de código aberto) apoiou a organização. Ele retirou seu apoio devide à introdução de várias licenças, incluindo uma licença de nações em desenvolvimento e de amostragem e depois restaurou parte do apoio quando a Creative Commons retirou essas licenças.
O movimento de música livre começou com a Filosofia da Música Livre, por Ram Samudrala, logo quando a Web se popularizou, no início de 1994. O movimento também era baseado na ideia de software livre de Richard Stallman e coincidiu com o nascimento dos movimentos de arte aberta e de informação aberta.

## Críticas
Críticas contra o movimento pela cultura livre vêm principalmente dos proponentes de direitos autorais. Rick Carnes, presidente da Corporação Compositores dos Estados Unidos, e Coley Hudgins, o diretor executivo do arts+labs, uma aliança de companhias de tecnologia e de mídia, afirmam que, apesar do argumento do movimento pela cultura livre de que os direitos autorais estão "matando a cultura", o próprio movimento, e a mídia que ele cria, deteriora a industria das artes e causa dano ao crescimento econômico.
Além disso, alguns argumentam que a atmosfera do debate acerca dos direitos autorais mudou, e que o movimento pela cultura livre pode ter alguma vez defendido os produtores de cultura contra as corporações, mas que agora prejudica os produtores menores de cultura. Jaron Lanier, tecnologista e músico proeminente, discute essa perspectiva e muitas outras críticas à Cultura Livre no seu livro de 2010 You Are Not a Gadget. Suas inquietações incluem a despersonalização das mídia anônimas com contribuições da população (como a Wikipedia) e a dignidade econômica de artistas criativos da classe média.
Andrew Keen, um crítico da Web 2.0, critica algumas das ideias da Cultura Livre no seu livro O Culto do Amador, descrevendo Lessig como um "comunista da propriedade intelectual.
Nos meios de comunicação, alguns culpam a cultura livre pela queda em seu mercado. Entretanto, estudiosos como Clay Shirky afirmam que o próprio mercado, não a cultura livre, é o que vem destruindo a indústria do jornalismo.